# Бакайоко, Йохан
Сен-Сир Йо́хан Бакайо́ко (нидерл. Saint-Cyr Johan Bakayoko; род. 20 апреля 2003, Оверейсе, Фламандский регион) — бельгийский футболист, вингер клуба «РБ Лейпциг» и сборной Бельгии. Участник чемпионата Европы 2024.

## Клубная карьера
Выступал за молодёжные команды бельгийских клубов «Ауд-Хеверле Лёвен», «Брюгге», «Мехелен» и «Андерлехт». В 2019 году стал игроком футбольной академии нидерландского клуба ПСВ.
8 февраля 2022 года дебютировал в основном составе ПСВ в матче Кубка Нидерландов против клуба НЕК. 6 марта 2022 года дебютировал в Эредивизи (высшем дивизионе чемпионата Нидерландов), выйдя на замену в матче против «Хераклеса». 6 августа 2022 года забил свой первый гол за ПСВ в матче Эредивизи против «Эммена».
16 июля 2025 года перешёл в немецкий «РБ Лейпциг», подписав пятилетний контракт до середины 2030 года.

## Карьера в сборной
Выступал за сборные Бельгии до 15, до 16, до 17, до 19, до 20 лет и до 21 года.
24 марта 2023 года дебютировал за главную сборную Бельгии в матче отборочного турнира к Евро-2024 против сборной Швеции.

## Достижения
ПСВ
- Чемпион Нидерландов (2): 2023/24, 2024/25
- Обладатель Кубка Нидерландов (2): 2021/22, 2022/23
- Обладатель Суперкубка Нидерландов (2): 2022, 2023